# Centrale nucléaire de Neckarwestheim
La centrale nucléaire de Neckarwestheim est située à Neckarwestheim une commune de l'arrondissement d'Heilbronn dans le Bade-Wurtemberg.
Située sur la rive droite du Neckar, affluent du Rhin, en amont d’Heilbronn dans le Land de Bade-Wurtemberg, cette centrale comprend deux réacteurs à eau pressurisée définitivement arrêtés, respectivement en août 2011 et en avril 2023.

## Description
La construction de la centrale a débuté en 1971. La Tranche 1 de Neckarwestheim (GKN 1), d'une puissance électrique brute de 840 MWe, a été mise en service en 1976. Le refroidissement de l’eau des condenseurs est alors assuré soit en circuit ouvert sur le Neckar, soit par des aéroréfrigérants à tirage forcé, soit par un mix des deux. Le courant produit est transformé en 220 kilovolts (courant triphasé) ou 110 kilovolts (courant monophasé). 
Pour la Tranche 2 de Neckarwestheim (GKN 2), d'une puissance électrique brute de 1395 MWe, mise en service en 1989, le refroidissement repose uniquement sur un aéroréfrigérant à tirage forcé, très sophistiqué, qui permet de diminuer l’effet d’ombre du panache par un réchauffage préalable de l’air de circulation. À la différence de la tranche 1 il n'y a pas de production directe de courant monophasé, cependant une partie du courant triphasé peut être transformée en courant monophasé par le biais d´un transformateur auxiliaire. 
GKN 1 et GKN 2 ont contribué pour 150 MWe chacun à l’alimentation du réseau des chemins de fer
allemands (DB). Le courant n’était pas délivré en triphasé 50 Hz, mais en monophasé 16 Hz 2/3, ce qui impose des équipements de production particuliers, depuis la génération jusqu’à la sortie vers le réseau de DB, et rend l’exploitation plus complexe.
Pour les deux tranches, le propriétaire EnBW est également l'exploitant. La compagnie  "Energie Baden-Württemberg AG" (EnBW) est la compagnie de fourniture électrique dont le siège est à Karlsruhe.

## Arrêt définitif
La tranche 1 est définitivement arrêtée le 6 août 2011, et la tranche 2 le 15 avril 2023,. Pendant leur durée de vie, les réacteurs ont produit respectivement 186,80 et 349,49 TWh, avec un facteur de charge moyen de 76,8 et de 91,2 %.